# Катастрофа Boeing 707 в Бангкоке
Катастрофа Boeing 707 в Бангкоке — авиационная катастрофа пассажирского самолёта Boeing 707-366C египетской авиакомпании EgyptAir, произошедшая в субботу 25 декабря 1976 года в Бангкоке. Жертвами катастрофы стали 72 человека (по другим данным — 73 человека), что на то время делало её крупнейшей авиакатастрофой в Таиланде.

## Самолёт
Boeing 707-366C с заводским номером 20763 и серийным 871 был выпущен 25 августа 1973 года. Авиалайнер получил бортовой номер SU-AXA и был передан заказчику — египетской авиакомпании EgyptAir, в которую поступил 20 сентября. Его четыре турбовентиляторных двигателя были модели Pratt & Whitney JT3D-7.

## Катастрофа
Борт SU-AXA выполнял регулярный международный пассажирский рейс MS864 из Рима в Токио с промежуточными посадками в Каире, Бомбее и Бангкоке. С 9 членами экипажа и 44 пассажирами на борту рейс 864 подходил к Бангкоку. В 20:30 GMT (03:30 по местному времени) экипаж установил связь с диспетчером подхода и доложил об удалении в 33 морские мили (61 км) от радиомаяка аэропорта. В это время стояла тихая ночь, облачность от 2/8 до 4/8 при нижней границе 300 метров, температура воздуха 25° C при точке росы 24° C, видимость 4000 метров, давление аэродрома 1007 мБ. Получив векторение к ДПРМ «BK», экипаж начал выполнять заход на посадку по маякам на полосу 21 левая. Экипаж доложил о наблюдении полосы. Диспетчер дал разрешение на посадку, а экипаж подтвердил получение информации. Затем около 03:45 снижающийся в темноте «Боинг» в 2 километрах северо-восточнее торца полосы 21L врезался в здание ткацкой фабрики в промышленном районе города. Самолёт полностью разрушился и загорелся, а все находящиеся на его борту 53 человека погибли. Ткацкая фабрика также была разрушена, при этом на земле погибли 19 человек. Общее же число жертв составило 72 человека (встречаются данные о 73 погибших). На тот момент эта авиационная катастрофа занимала первое место, среди произошедших в Таиланде (в настоящее время — шестое).

## Причины
Причиной катастрофы комиссия назвала ошибку экипажа, который выполнял снижение с превышением вертикальной скорости, при этом не выполняя как следует контроль за высотой.